# Camp de prisonniers de Lappeenranta
Le camp de prisonniers de Lappeenranta  (finnois : Lappeenrannan vankileiri) est une prison située dans la forteresse de Lappeenranta en Finlande à la fin de la guerre civile de Finlande. 

## Histoire
Le camp est ouvert en avril 1918 par les  Gardes blancs pour emprisonner les gardes rouges.
Le taux mortalité des prisonniers du camp de Lappeenranta était le plus élevé de tous les camps de Finlande. 
Le camp a reçu environ 3000 gardes rouges dont 700 y sont morts.